# Bodon
Bodon (ros. Бодон) – wieś w Rosji, w Buriacji, w rejonie barguzińskim. W 2010 liczyła 382 mieszkańców.